# Farinera Balcells (Tàrrega)
Farinera Balcells és un edifici de Tàrrega (Urgell) protegit com a bé cultural d'interès local.

## Descripció
L'estructura original de la fàbrica consistia en diferents cossos d'alçada diferent. Està dividida principalment en tres parts. La primera consisteix en les primeres sitges on s'emmagatzemava el gra que passava posteriorment a la nau on se'l molia. La nau central és on es feia la producció de farina amb un sistema de pisos i la farina resultant passava els ensacadors i d'aquí el magatzem darrer, des d'on es feia la distribució final. L'interior es troba ara derruït.
És un edifici modernista de grans proporcions. Està format per planta baixa i dues plantes més a sobre. Cadascuna d'aquestes plantes té més de 2500 metres quadrats.
Exteriorment, de les parets surten pilars adossats fets de maó els quals recorren tota la paret i pugen fins al remat. Entre els panys que formen els pilars se situen les diferents obertures. A la planta baixa les portes i finestrals, a la primera, finestrals i a la segona petites finestres. La coronació de l'edifici està feta amb petits merlets.
Les parets estan pintades de color blanc i els maons granats. Aquests maons són utilitzats tant com a element estructural com ornamental. S'observa un original contrast, resultat dels colors d'aquests materials ceràmics emprats en la construcció de l'edifici.
És un dels millors exemples d'arquitectura modernista industrial catalana.

## Història
La Fàbrica de farines Maria Montserrat, propietat d'en Ramon Bernardas s'instal·là a Tàrrega a començaments dels anys 20 al costat de la via de ferrocarril. És l'exemple d'arquitectura fabril més destacable de la comarca.
La construcció de l'edifici ha tingut diverses fases de construcció que han anat del 1921 al 1947. La farinera Balcells fou una fita important de l'arquitectura industrial de Tàrrega. Aquesta ciutat era un punt clau en la distribució dels cereals. A principis de segle eren molts els magatzems que es dedicaven a tractar amb aquest producte. No és estrany, doncs, que a Tàrrega durant els anys 30 hi hagué tres fàbriques de farina amb una capacitat de molta total de 80.000 kg diaris. La Farinera Balcells era la més rellevant en aquells moments. Només amb aquesta factoria es produïa més de 40.000 kg diaris de farina.
Funcionà fins a l'any 1961 quan incendi va malmetre tot el seu interior. Des d'aquell moment les instal·lacions de la farinera es van ampliar amb grans sitges i ha funcionat durant les darreres dècades, únicament com a magatzem distribuïdor de gra. L'Ajuntament de Tàrrega ha aprovat la compra de l'edifici de la farinera Balcells pel valor patrimonial que té per a la ciutat.